# 房丸町
房丸町（ぼうまるまち）は、群馬県前橋市の地名。郵便番号は379-2136。2013年現在の面積は0.49km2。

## 地理
前橋市の南部、端気川左岸に位置している。

## 歴史
江戸時代頃からの地名であり、前橋藩領だった。

### 年表
- 1889年4月1日 町村制施行により、房丸村は鶴光路村、亀里村、三公田村、横手村、新堀村、下阿内村、力丸村、徳丸村と合併し東群馬郡下川淵村が成立する。
- 1896年4月1日 郡統合（東群馬郡と南勢多郡の統合）により勢多郡に所属する。
- 1954年4月1日 周辺1町5村（元総社村、上川淵村、芳賀村、桂萱村、群馬郡東村、総社町）とともに下川淵村は前橋市へ編入する。そのため前橋市房丸町となる。

## 世帯数と人口
2017年（平成29年）8月31日現在の世帯数と人口は以下の通りである。
| 町丁   | 世帯数  | 人口  |
| ------ | ------- | ----- |
| 房丸町 | 107世帯 | 271人 |

## 小・中学校の学区
市立小・中学校に通う場合、学区は以下の通りとなる。
| 番地 | 小学校               | 中学校             |
| ---- | -------------------- | ------------------ |
| 全域 | 前橋市立下川淵小学校 | 前橋市立第七中学校 |

## 交通

### 鉄道
鉄道駅はない。

### 道路
国道、県道は通っていない。

## 施設
- 宝聚堂